# Splatters - Gli schizzacervelli
Splatters - Gli schizzacervelli (Braindead) è un film del 1992 scritto e diretto da Peter Jackson.
Terzo lungometraggio di Peter Jackson, Splatters fonde insieme l'horror splatter (smembramenti, sangue e parti di corpi umani) con il comico (gli zombie rimangono un pericolo mortale, ma Peter Jackson inserisce e non risparmia varie esilaranti gag).
Il film, abbastanza controverso in Nuova Zelanda, nazione d’origine del regista, presenta tre versioni principali: la versione da 97 minuti, commercializzata negli stati dell’Oceania e nella maggior parte degli stati europei; la version R-Rated da 85 minuti, commercializzata nel mercato americano; la versione “uncut” e “unrated” da 104 minuti, commercializzata nelle nazioni asiatiche quali il Giappone e la Cina.

## Trama
Nel 1957 la "Scimmia-ratto" di Sumatra, Zingaia, un orrido animale ibrido che secondo la leggenda è il frutto di alcune scimmie stuprate da dei ratti, viene catturata da Stewart McAlden, un esploratore di ritorno dalle profondità dell'Isola del Teschio con la sua squadra. Il gruppo viene fermato dagli indigeni che esigono di riavere la scimmia. Mentre fuggono su una jeep che li attendeva, Stewart viene morso dalla Scimmia-ratto. Vedendo il segno del morso della scimmia sulla sua mano destra, gli uomini di Stewart lo tengono fermo e gliela amputano. Vedono un altro morso sul braccio sinistro, quindi mozzano via pure quello. Infine, notando dei graffi sulla fronte di Stewart, tagliano in due la sua testa per poi farlo a pezzi. La Scimmia-ratto viene comunque spedita allo zoo di Wellington, in Nuova Zelanda.
Lionel Cosgrove, orfano di padre morto annegato in mare per salvarlo che vive con la madre autoritaria, Vera (che gli ha raccontato della morte del padre perché lui soffre di amnesia ed ha strani flashback improvvisi), si innamora della figlia di un negoziante, Paquita María Sánchez. Vera rimane sconcertata scoprendolo, quindi si mette a spiarli e pedinarli ovunque vadano. Mentre spia il figlio e Paquita durante il loro appuntamento allo zoo, Vera viene morsa dalla Scimmia-ratto attraverso le sbarre della gabbia. Furiosa, Vera la uccide calpestandole la testa, ma poi il morso della creatura inizia a peggiorare la sua salute fisica. In seguito Vera inizia ad assumere un comportamento famelico al tal punto che divora Pipetto, il cane di Paquita, quindi Lionel contatta l'infermiera McTavish per aiutarla, ma Vera infetta anche lei e Lionel è costretto a rinchiuderle nello scantinato.
Non sapendo cosa fare, Lionel si rivolge a uno strambo veterinario nazista che gli consegna un tranquillante con il quale riesce parzialmente a tenere a bada la madre, che continua ad assumere un comportamento e aspetto sempre più mostruosi. Lionel prosegue la sua relazione con Paquita. La nonna di lei, che è una vecchia veggente percepisce un male sopravveniente e quindi consegna a Lionel un amuleto che contiene il potere della "luce bianca" per proteggerlo. Proprio allora Vera riesce ad uscire dallo scantinato e cerca di raggiungere Lionel al negozio, ma viene investita da un tram.
Mentre i cittadini la credono morta, Lionel nota che Vera dà ancora segni di vita e perciò inietta altro tranquillante per il suo funerale. La sera, dopo la cerimonia e la sepoltura, Lionel si reca al cimitero per amministrare altro anestetico al corpo della madre, ma viene preso di mira da una banda di teppisti. Improvvisamente Vera fuoriesce dalla tomba sotto forma di zombie e li attacca. Al termine di una sanguinolenta colluttazione, nella quale il padre Jon McGruder abbatte alcuni zombie a colpi di Kung Fu, Lionel si ritrova con il prete e uno dei teppisti tramutati in morti viventi. Lionel riesce lo stesso a mantenere gli zombie sotto controllo con iniezioni di tranquillante ripetute e cerca di tenerli nascosti a casa sua.
Tuttavia la situazione degenera, specialmente quando lo zombie di padre McGruder e lo zombie dell'infermiera McTavish hanno un rapporto sessuale e danno alla luce un mostruoso neonato zombie. A causa del tempo dedicato a tenere a bada gli zombie, la relazione di Lionel e Paquita va a rotoli e a peggiorare le cose, Les, l'odioso zio di Lionel, giunge nella villa e scopre la sua "collezione di cadaveri", quindi ricatta il nipote costringendolo a cedergli parte dei beni lasciati da Vera in cambio del suo silenzio.
Lionel somministra a malincuore del veleno agli zombie per sopprimerli e li seppellisce mentre Les e i suoi amici festeggiano nella villa. Tuttavia, il veleno si scoprirà essere uno stimolante per animali e siccome gli zombie sono provenuti dal morso di un animale, ciò non fa altro che potenziarli. Gli zombie sbucano da sottoterra e attaccano gli ospiti della festa. Lionel entra in una stanza dove Les cerca di mettere le mani addosso a Paquita, e li informa del pericolo. Les scappa attraverso una finestra mentre Lionel, Paquita e i pochi ancora vivi cercano di resistere all'orda crescente di zombie. Les va completamente fuori di testa e fa furiosamente a pezzi i morti viventi per farsi strada nel seminterrato, dove viene sorpreso e ucciso da Vera, che si è tramutata in una mostruosa creatura gigante.
Quando gli zombie hanno completamente occupato la casa, Lionel arriva e riesce ad ucciderli tutti triturandoli con un tosaerba. La villa prende fuoco a causa di una fuoriuscita di gas e gli unici sopravvissuti, Lionel e Paquita, vengono seguiti fino al tetto da Vera gigante, a cui Lionel rivela di aver ricordato tutto: dopo aver trovato delle foto ed uno scheletro in un baule mentre si nascondeva dagli zombie, ha scoperto che suo padre e la sua amante sono stati annegati da Vera mentre lui assisteva scioccato. A quel punto Vera prende Lionel e lo fagocita all'interno del suo corpo per poi cercare di far cadere Paquita dal tetto. Improvvisamente Lionel fuoriesce da Vera squarciandole il grembo gigante con l'amuleto datogli dalla nonna di Paquita, ferendola mortalmente e facendola precipitare all'interno della casa in fiamme.
Nel finale, mentre i vigili del fuoco accorrono per spegnere l'incendio alla villa, Lionel e Paquita si scambiano un bacio e si allontanano tenendosi per mano.

## Produzione
Il film fu il primo grande sforzo creativo della Weta Workshop, la società di effetti speciali creata da Peter Jackson e Richard Taylor, i quali lavorarono al fine di rendere gli effetti splatter più truculenti e credibili possibile. Il risultato fu stupefacente e il trucco realizzato per i make-up e gli smembramenti è considerato uno dei più realistici della storia del cinema.
Per l'ultima scena furono usati più di 300 litri di sangue finto.
Il budget di produzione fu di circa 3 milioni di dollari, il che lo rese il film più costoso mai prodotto in Nuova Zelanda. Il film terminò con un avanzo di budget di 45.000 dollari. Peter Jackson li utilizzò per la scena del neonato-zombie che viene portato a spasso nel parco.
Peter Jackson fa un cameo nel film. Interpreta l'assistente del becchino.
Forrest J. Ackerman fa un cameo nel film, interpretando un turista che scatta delle foto nella scena dello zoo.

## Distribuzione
Nelle sale italiane il film uscì il 17 agosto 1995.

## Accoglienza
La particolarità del film e le forti controversie che lo colpirono ne minarono il successo, tanto che l'incasso fu di appena 250 mila dollari. Nonostante ciò il film è stato premiato in diverse manifestazioni cinematografiche, tra le quali i festival di Avoriaz, Amsterdam, Sitges, Porto e il Fantafestival. Negli anni la critica lo rivalutò, sia per la regia, per lo stile grottesco, per il trucco e gli effetti speciali di ottima fattura, tanto da diventare un cult del cinema horror negli anni avvenire.

### Critica
Fantafilm scrive che "il film di Peter Jackson è stato esaltato o denigrato dalla critica e dal pubblico italiano - complice l'arbitrario doppiaggio che ha stravolto il senso dei dialoghi - come esempio stravagante di comicità orrorifica, di trash demenziale da accettare o respingere senza mezze misure. [...] L'uso dei primissimi piani e del grandangolo, la recitazione volutamente impostata sopra le righe, lo stridente contrasto tra la cornice idilliaca della cittadina e la furia omicida che si impadronisce dei protagonisti sono funzionali all'approfondimento del genere in chiave anarchica, per una enunciazione degli aspetti figurativamente e contenutisticamente grotteschi e antiborghesi. Vera antologia del "cattivo gusto", il film parte dall'abusata premessa fantaorrorifica del contagio per imbastire una serie di situazioni che bersagliano la famiglia, il razzismo, il sesso, la religione. Consapevole di scrivere un capitolo conclusivo del suo primo approccio al cinema, Jackson prende congedo definitivo dagli incubi e dalle provocazioni della sua adolescenza nell'unica maniera possibile, eternandoli sulla pellicola nella descrittività più forsennata."

### Controversie
La WingNut Films Ltd. di Peter Jackson fu citata in giudizio per violazione della privacy in quanto nella scena del film ambientata in un cimitero viene inquadrata la lapide di una vera tomba di famiglia. All'epoca dei fatti la violazione della privacy era oggetto di discussione da parte dell'Alta Corte della Nuova Zelanda e il caso contribuì a inserire il reato di violazione della privacy in tale Stato.

## Riconoscimenti
- Festival internazionale del film fantastico di Avoriaz
  - Gran Premio per il miglior film
- Festival internazionale del cinema di Porto
  - Gran Premio per il miglior film
- Fantafestival
- Sitges
- Dylan Dog Horror Festival 4